# Isotta Fraschini Tipo 8A
La Tipo 8A è un'autovettura di lusso prodotta dalla Isotta Fraschini dal 1924 al 1931.

## Sviluppo
Il modello fu prodotto per sostituire la Tipo 8 sul mercato. Il modello era particolarmente lussuoso, e costava di più della Duesenberg J. Circa un terzo degli esemplari costruiti fu venduto negli Stati Uniti. Fu in servizio anche presso la Regia Aeronautica.

## Tecnica
Il mezzo aveva installato un motore a otto cilindri in linea sviluppato da Giustino Cattaneo da 7370 cm³ di cilindrata che erogava una potenza compresa tra 115 e 160 CV.. All'epoca questo propulsore era l'otto cilindri in linea, montato su una vettura di serie, più potente del mondo. Il motore era installato anterioremente, mentre la trazione era posteriore. La trasmissione era costituita da un cambio manuale a tre velocità. La Isotta Fraschini Tipo 8A raggiungeva una velocità massima di 150 km/h. Le sospensioni erano costituite da quattro ammortizzatori idraulici a doppio effetto.